# 天市左垣九
蛇夫座ν，中文星官名天市左垣九或燕，是一个位于蛇夫座的联星系统，距离地球153光年。
主星蛇夫座νA是一颗K0型巨星，视星等为+3.3，蛇夫座νB的视星等为+6.8，两者距离2.7角秒。
2004年初天文学家发现棕矮星蛇夫座νb，它的质量为21.9木星质量，公转周期为536天。2010年又发现另一颗棕矮星蛇夫座νc。它们的基本参数如下：
| 成員 (依恆星距離) | 质量     | 半長軸 (AU) | 轨道周期 (天) | 離心率 | 傾角 | 半径 |
| ----------------- | -------- | ----------- | ------------- | ------ | ---- | ---- |
| b                 | ≥21.9 M⊕ | ≥1.875      | 536           | 0.13   | —    | —    |
| c                 | ≥24.5 M⊕ | 5.88        | 3169          | 0.18   | —    | —    |

蛇夫座ν在中国星官系统中属于天市左垣，即天市垣的左城墙，天市左垣共由十一星组成，每颗星都由诸侯国或王国命名，而蛇夫座ν是以“燕”命名。蛇夫座ν是天市左垣的第九星，因此又被称为天市左垣九。在西方，蛇夫座ν有时候被称为Sinistra，在拉丁语中是“左侧”的意思。

## 延伸阅读
- . SIMBAD Astronomical Database.   [2007-01-20].